# Thiên hoàng Go-Kameyama
Go-Kameyama (後亀山 Go-Kameyama tennō ?) (1347 - Ngày 10 tháng 5 năm 1424) là Thiên hoàng thứ 99 của Nhật Bản theo danh sách kế thừa truyền thống. Ông trị vì từ năm 1383 đến ngày 19 tháng 11 năm 1392, trở thành hoàng đế cuối cùng của Nam triều

## Tiểu sử
Tên cá nhân của ông là Hironari. Ông là con trai thứ hai của Thiên hoàng Go-Murakami. Mẹ ông là Fujiwara Katsuko.
Ít ai biết đến gia đình của ông. Hoàng tử Tsuneatsu (恒 敦) được cho là con trai của ông.

## Lên ngôi Thiên hoàng
Năm 1383, ông lên ngôi sau cuộc tranh chấp khốc liệt giữa phe chủ chiến và chủ hòa trong chiến tranh Nam - Bắc triều, khi anh trai là Thiên hoàng Chōkei vừa thoái vị ít ngày.
Là người chủ trương hòa bình, ông và Shogun Yoshimitsu chủ trương đánh dep các gia tộc chống đối để tiến tới thống nhất đất nước. Dưới thời ông, Shogun Yoshimitsu xác lập một mức thuế ruộng thống nhất là tansen (tức "đoạn tiền", 1 tansen = 991,7 m2) đánh vào ruộng đất để có tiền xây dựng cung điện đền đài, sửa sang Thần cung Ise, nơi tế tự của hoàng tộc. Shogun còn tước dần quyền thu các thuế ruộng và thuế nóc gia, nắm quyền cảnh sát và thủ bị kinh đô Kyôto.
Năm 1390 - 1391, Shogun đánh dẹp xong các cuộc nổi loạn của gia tộc Toki, Yamana Ujikiyo; khiến quyền lực ngày càng tăng mạnh, lấn át cả Thiên hoàng.
Ngày 15/10/1392, dưới sự trung gian của Shogun Yoshimitsu thì Go-Kameyama tuyên bố thoái vị, nhượng vị cho Thiên hoàng Go-Komatsu của Bắc triều. Hai triều đình Nam Bắc đã thống nhất dưới sự trị vì chung của Thiên hoàng Go-Komatsu.

## Thoái vị
Sau khi rời ngôi, Go-Kameyama trở thành Thượng hoàng và chứng kiến sự việc hai phe Nam - Bắc triều luân phiên kiểm soát ngai vàng. Mặc dù thuộc chi thứ, nhưng Go-Kameyama cũng đòi được bình đẳng về sự kế vị ngôi Thiên hoàng với chi trưởng là Go-Komatsu đang trị vì. Trong lúc đang nóng lòng muốn cử con trai duy nhất để kế vị Go-Komatsu, thì bất ngờ thay.... năm 1412, Go-Komatsu quyết định chọn con trai của dòng mình (tức chi trưởng, Bắc triều) chuẩn bị kế ngôi, bỏ qua con trai của Go-Kameyama vốn là thuộc chi thứ. Điều này làm Go-Kameyama bất mãn, nhưng vì tuân theo trật tự trong Nho giáo nên ông phải nghe theo. Đến năm 1911, một năm trước khi qua đời thì Thiên hoàng Minh Trị ra sắc lệnh tuyên bố chỉ có dòng Nam triều của Go-Kameyama mới là dòng chính thống dù rằng bản thân ông ta thuộc dòng dõi Bắc triều. Các báu vật thiêng liêng thực chất là của Nam triều, chỉ bị chuyển về Bắc triều theo lệnh của các Thiên hoàng Bắc triều mà thôi.
Không bận tâm nhiều về chính trị nữa, Go-Kameyama rút về ẩn dật. Đến năm 1410, ông trở về Yoshino và mất tại đó. Lăng mộ của ông có tên Saga no ogura no misasagi (嵯峨小倉陵) ở Ukyō-ku, Kyoto
Ông không đặt một chức quan nào khi đang ở ngôi.

### Niên hiệu

#### Bắc triều
- Kōwa (1381–1384)
- Genchū (1384–1393)

#### Nam triều
- Eitoku (1381–1384)
- Shitoku (1384–1387)
- Kakei (1387–1389)
- Kōō (1389–1390)
- Meitoku (1390–1393)

#### Thống nhất
- Meitoku (1393–1394)‡

## Gia đình
- Trung cung: Minamoto (Kitabatake) Nobuko, con gái của Kitabatake Akinobu
  - Hoàng tam tử: Thân vương Yoshiyasu (良泰親王; 1370–1443)
  - Hoàng tử: Thân vương tu sĩ Gyōgo (行悟法親王; 1377–1406）
  - Hoàng trưởng nữ: Nội thân vương  Yasuko (泰子内親王) kết hôn với Nijō Fuyuzane

- Nữ ngự (Nyōgō): Fujiwara (Nijo) Noriko, Nijo Norimoto's daughter
  - Hoàng trưởng tử: Thân vương Tokiyasu (世泰親王, 1360–1377）
- Điển thị (Tenji 典侍): Fujiwara (Hino) Kuniko, con gái của Hino Kunimitsu
  - Hoàng nhị tử: Thân vương Moroyasu (師泰親王; 1362–1423)
  - Hoàng tử: Shino (真阿, 1374–1440)

- Phu nhân không xác định 
  - Hoàng tử: Thân vương Tsuneatsu (恒敦, mất năm 1422), Người đứng đầu gia tộc Ogawa.
  - Hoàng tử: Sonkoku (琮頊, mất năm 1448)